# Радманович, Небойша
Не́бойша Радма́нович (серб. Небојша Радмановић, Nebojša Radmanović, род. 1 октября 1949, Грачаница) — боснийский сербский политический деятель. В 2006 — 2014 годах — член Президиума Боснии и Герцеговины («коллективный глава государства») от сербской общины; с 6 ноября 2006 по 6 июля 2007 года, с 6 ноября 2008 по 6 июля 2009 года, с 10 ноября 2010 по 10 июля 2011 года и с 10 ноября 2012 по 10 июля 2013 года — Председатель Президиума по принципу ротации членов Президиума.

## Биография
Окончил среднюю школу в Баня-Луке и философский факультет Белградского университета.
Работал в сфере спорта, культуры, информации, образования и государственного управления.
Он был:
- директором архива Боснийской Краины и архива Республики Сербской;
- директором Национального театра в Баня-Луке,
- директором и главным редактором GLAS,
- председателем Исполнительного совета в городе Баня-Луке;
- депутатом Национального собрания Республики Сербской и министром по вопросам администрации и органов местного самоуправления в Правительстве Республики Сербской.

Опубликовал несколько экспертных и научных работ и ряд книг.

## Семья
Женат и является отцом двоих детей.

## Награды
- Медаль Пушкина (Россия, 1 ноября 2007 года) — за большой личный вклад в распространение русского языка и развитие международных культурных связей[1]
- Почётный гражданин Баня-Луки (Босния и Герцеговина, 2009 год)[2]